# Gorgone fronto
Gorgone fronto là một loài bướm đêm trong họ Noctuidae.